# 中华苏维埃共和国临时中央政府国家政治保卫局
中华苏维埃共和国临时中央政府国家政治保卫局是1931年至1937年中华苏维埃共和国担负政治保卫的中央机构。依照中华苏维埃共和国宪法之规定，在中华苏维埃共和国临时中央政府人民委员会管辖之下，执行侦察、压制和消灭政治上经济上一切反革命的组织、活动、侦探及盗匪等任务。

## 历史
1928年7月10日在莫斯科召开的中共六大通过《苏维埃政权组织问题决议案》，要求革命根据地城乡都要建立肃反保卫机关。1931年6月，中共中央给红军党部及各级地方党组织的《关于苏区与红军工作的具体指示》：“苏区内部肃清反革命的工作，必须变成经常性的系统工作，必须立即在各苏区成立起‘政治保卫处'的专门组织”。1931年7月15日闽西苏维埃政府把肃反委员会改建为闽西政治保卫处。1931年7月邓发任中华苏维埃共和国中央革命军事委员会政治保卫处处长；中共苏区中央局成立政治保卫处，中央局常委、宣传部长王稼祥兼任处长，9月邓发继任处长。
1931年11月，中华苏维埃第一次全国代表大会在江西瑞金召开，宣布成立中华苏维埃共和国临时中央政府，选举产生中华苏维埃共和国中央执行委员会。1931年11月27日，中华苏维埃共和国临时中央政府举行了第一次执委会，决定中共苏区中央局政治保卫处改为中华苏维埃共和国临时中央政府国家政治保卫局，驻在瑞金叶坪村，邓发任局长。。1931年年12月底迁驻叶坪庙背村弯丘众厅。1931年底，国家政治保卫局在瑞金举办了第一期保卫人员训练班。
1932年1月27日中华苏维埃共和国中央执行委员会颁布《中华苏维埃国家政治保卫局组织纲要》。在省、县苏维埃、中央军委（或其他苏区军委会）、军团、军设分局，在红军的师、团及独立营设特派员。上下级在组织与业务上实行垂直领导。1932年初，中革军委在瑞金举办首届红军保卫人员训练班。1932年3月，国家政治保卫局制订《工作网组织法》，组建苏区的耳目网络。1933年9月颁布《国家政治保卫局工作原则》。
国家政治保卫局机关于1934年4月从庙背村迁驻沙洲坝铜锣村李屋，1934年7月再迁驻云石山艾园村岭下曾氏祠厅。1934年10月，中央紅軍长征，国家政治保卫局编入军委第二纵队。1935年10月红军长征抵达陕北，王首道任国家政治保卫局（称西北政治保卫局）局长。

## 机构设置
- 局长：邓发、王首道、周兴
- 副局长：李克农、潘汉年 李一氓
- 侦察部：部长邓发兼、胡底。设侦察科和检查科。1934年8月汪金祥接替钱壮飞（钱兆凤）任部长。
- 执行部：部长李克农。1932年秋，李一氓任国家政治保卫局执行部长，李克农则被调往前方任一方面军保卫局局长[8]。内设执行科和预审科、政治保卫队。长征出发前夕部长为张然和
- 秘书处（后称总务处）总务处：处长欧阳毅
- 红军工作部：部长李克农
- 白区工作部：部长张国俭
- 政治保卫大队：大队长吴烈、政委海景洲
- 红一方面军政治保卫局：1932年春成立。局长钱壮飞。

## 中华苏维埃共和国国家政治保卫局旧址
1999年10月11日，公安部部长会议正式决定拨出专款重建中华苏维埃共和国国家政治保卫局旧址，并新建中央苏区公安保卫史料陈列馆。2001年6月24日，中华苏维埃共和国国家政治保卫局旧址揭幕仪式在瑞金叶坪隆重举行。现为全国公安民警革命传统教育基地。 